# Ava (2020)
Ava is een Amerikaanse actie-misdaadfilm uit 2020, geregisseerd door Tate Taylor.

## Verhaal
Ava is een huurmoordenaar die bij haar volgende opdracht in Riyad door verkeerde informatie, haar missie ziet mislukken. Ze moet vluchten en haar voormalige mentor Duke neemt alle verantwoordelijkheid op zich voor het falen daarvan. Opdrachtgever Simon is het daar niet mee eens en zet Ava op non-actief. Ava probeert intussen haar relatie met haar familie te herstellen. Als Ava in haar woonplaats Boston maar net aan de dood kan ontsnappen door een aanval van een huurmoordenaar op haar wordt voor Ava duidelijk dat zij uit de weg moet worden geruimd. Als Duke door Simon wordt vermoord moet Ava haar opdrachtgever doden om dit te overleven. 

## Rolverdeling
| Acteur           | Personage |
| ---------------- | --------- |
| Jessica Chastain | Ava       |
| Colin Farrell    | Simon     |
| John Malkovich   | Duke      |
| Geena Davis      | Bobbi     |
| Jess Weixler     | Judy      |
| Common           | Michael   |
| Diana Silvers    | Camille   |
| Ioan Gruffudd    | Peter     |
| Joan Chen        | Toni      |

## Productie
In augustus 2018 werd bekendgemaakt dat Tate Taylor de film met de titel Eve zal gaan regisseren, als vervanger van Matthew Newton. In september 2018 werden Colin Farrell, Common en John Malkovich gecast voor de film. In oktober 2018 voegden Diana Silvers, Geena Davis, Joan Chen en Jess Weixler zich bij de cast van de film. De opnames begonnen op 24 september 2018 in Boston. In november 2019 werd aangekondigd dat de film de nieuwe titel Ava had gekregen. In juni 2020 werd aangekondigd dat Bear McCreary de originele filmmuziek had voltooid.